# Ölen
Denna artikel handlar om sjön Ölen, för den norska orten Ølen se Ølen.
Ölen är en sjö i Degerfors kommun i Närke och ingår i Norrströms huvudavrinningsområde. Sjön är 14,5 meter djup, har en yta på 4,03 kvadratkilometer och befinner sig 99 meter över havet. Vid provfiske har bland annat abborre, gers, gädda och lake fångats i sjön.
Ölen är långsmal och ligger ca 4,5 km öster om Degerfors och 6 km norr om Svartå, på gränsen mellan Närke och Värmland. Sjön ligger på 98,7 m höjd över havet. Vid sjöns norra ände ligger samhället Ölsdalen. Strax sydväst om Ölen ligger herrgården Ölsboda. Ölen är en spricksjö, och botten består av en blandning av lera och morän. Tillflödet utgörs av flera vattendrag i omgivningarna. Avrinningsområdets area är 70,24 km². Svartån utgår från Ölen, och utgör avflödet. Svartåns kanotled utgår härifrån. Sjön har kalkats sedan mitten av 1970-talet, och är idag svagt sur.

## Delavrinningsområde
Ölen ingår i delavrinningsområde (656742-142695) som SMHI kallar för Utloppet av Ölen. Medelhöjden är 132 meter över havet och ytan är 41,04 kvadratkilometer. Det finns ett avrinningsområde uppströms, och räknas det in blir den ackumulerade arean 70,18 kvadratkilometer. Svartån som avvattnar avrinningsområdet har biflödesordning 2, vilket innebär att vattnet flödar genom totalt 2 vattendrag innan det når havet efter 290 kilometer. Avrinningsområdet består mestadels av skog (83 procent). Avrinningsområdet har 4,19 kvadratkilometer vattenytor vilket ger det en sjöprocent på 10,2 procent.

## Fisk
Vid provfiske har följande fisk fångats i sjön:
- Abborre
- Gärs
- Gädda
- Lake
- Löja
- Mört
- Nors